# Liz White
Liz White (Rotherham, 8 novembre 1979) è un'attrice britannica, nota soprattutto per il ruolo di Annie Cartwright nella serie televisiva Life on Mars.

## Biografia
Diplomata presso la Liverpool Institute of Performing Arts, Liz White ha recitato nella serie televisiva del 2003 Teachers e nel film del 2004 Il segreto di Vera Drake di Mike Leigh. Comparsa nel video musicale Inflatable dei Bush, nel 2012 è stata la protagonista dell'adattamento cinematografico del romanzo La donna in nero di Susan Hill.

## Filmografia parziale

### Cinema
- Il segreto di Vera Drake (Vera Drake), regia di Mike Leigh (2004)
- Franklyn, regia di Gerald McMorrow (2008)
- The Woman in Black, regia di James Watkins (2012)
- Pride, regia di Matthew Warchus (2014)

### Televisione
- Teachers – serie TV, 4 episodi (2003)
- Life on Mars – serie TV, 16 episodi (2006-2007)
- Miss Marple (Agatha Christie's Marple) – serie TV, episodio 4x01 (2008)
- L'amore e la vita - Call the Midwife (Call the Midwife) – serie TV, 4 episodi (2016-2022)
- The Halcyon – serie TV, 8 episodi (2017)
- Ackley Bridge – serie TV, 19 episodi (2017-2019)
- Brexit: The Uncivil War, regia di Toby Haynes – film TV (2019)
- Anatomia di uno scandalo (Anatomy of a Scandal) – miniserie TV, 5 puntate (2022)
- The Chelsea Detective – serie TV, episodio 1x02 (2022)
- L'ispettore Dalgliesh (Dalgliesh) – serie TV, episodi 3x05-3x06 (2024)

## Doppiatrici italiane
Nelle versioni in italiano delle opere in cui ha recitato, Liz White è stata doppiata da:
- Federica De Bortoli in Life on Mars
- Laura Boccanera in The Woman in Black
- Barbara De Bortoli in Pride
- Ilaria Latini ne L'amore e la vita - Call the Midwife
- Margherita Sestito in The Halcyon
- Chiara Colizzi in Anatomia di uno scandalo